# اچ‌ام‌اس هانیبال (۱۷۸۶)
اچ‌ام‌اس هانیبال (۱۷۸۶) (به انگلیسی: HMS Hannibal (1786)) یک کشتی است که طول آن ۱۷۰ فوت (۵۲ متر) می‌باشد. این کشتی در سال ۱۷۸۶ ساخته شد.